# Johnny Logan
Johnny Logan, egentligen Seán Patrick Michael Sherrard O’Hagan, född 13 maj 1954 i Frankston (en förort till Melbourne), Australien, är en irländsk låtskrivare och artist.
Logan har vunnit Eurovision Song Contest åt sitt hemland tre gånger, som artist och/eller låtskrivare:
- 1980: "What's Another Year?", som Logan framförde men inte själv skrev. Låten blev mycket framgångsrik.
- 1987: "Hold Me Now", som både skrevs och framfördes av Logan. Den har blivit en av de mest kända eurovisionsvinnarna genom tiderna.
- 1992: "Why Me?", som Logan skrev, men som framfördes av Linda Martin.

Han medverkade även 1984 med låten "Terminal 3", som framfördes av Linda Martin. Den slutade på andra plats.
Logan var den första att vinna Eurovision Song Contest två gånger som artist, något som svenska Loreen nu också har gjort efter ESC 2023.

## Uppväxt
Logan föddes i Australien, men flyttade tillbaka till Irland med sin irländska familj när han var tre år.

## Karriär under senare år
Johnny Logan släppte 2007 sitt nya album Johnny Logan and Friends. Albumet innehåller irländska folksånger där man bland annat hittar låtar som "The Irish Rover" och "Black Velvet Band".
2008 kom uppföljaren, Irishman in America, som också innehåller irländska folksånger, fast med ett amerikanskt tema.
2010 släpptes låten och albumet Nature of Love. Det är det enda albumet som innehåller alla tre vinnarlåtarna från Eurovision Song Contest. Albumet släpptes exakt 30 år efter den första vinsten med "What's Another Year?".
I Melodifestivalen 2019 gästade Logan Andra chansen i Nyköping och framförde sin låt "Hold Me Now".
Jonny Logan har under åren medverkad i "Rhapsody In Rock", där Robert Wells är kapellmästare. 